# Transports dans la métropole de Lyon
Située au nord du couloir rhodanien entre les hauteurs du Massif central et des Alpes, sur les axes naturels reliant l'Europe du Nord à la Méditerranée et le bassin parisien à l'Italie, Lyon, qui forme aujourd'hui le cœur de la métropole de Lyon, bénéficie depuis l'Antiquité de sa position de carrefour concernant les transports. À une plus grande échelle, la deuxième ville de France, située au centre d'une des régions les plus peuplées et les plus dynamiques du pays, bénéficie d'un dense réseau de transports en commun, d'autoroutes et voies ferrées urbaines et du quatrième aéroport de France.

## Transport routier

### Infrastructures routières

Aperçu du réseau autoroutier de Lyon

Lyon est connue pour sa position clé entre nord et sud, en amont de la vallée du Rhône ; il s'agit donc tout naturellement d'un carrefour routier majeur.
Lyon dispose d'un boulevard périphérique qui s'étend de l'Ouest à Gerland en passant par Villeurbanne. Seul le sud-ouest n'est pas desservi par ce boulevard périphérique. La Rocade Est de Lyon (route nationale 346) permet un contournement plus extérieur de Lyon en traversant plusieurs villes de l'Est lyonnais (dont Décines-Charpieu et Meyzieu).
Lyon est un nœud autoroutier. C'est à Perrache que s'achevait l'autoroute A6 en provenance de Paris et que débutait l'autoroute A7 vers le Sud (Vienne, Valence et Marseille) ; ces deux autoroutes ont toutefois été déclassées dans la partie centrale de l'agglomération et transformées en boulevard urbain. L'autoroute A42 mène à Genève, Strasbourg et Chamonix. L'autoroute A43 dessert l'est en direction de Chambéry, le tunnel du Fréjus et Grenoble. L'A432 dessert l'Aéroport Lyon-Saint-Exupéry. L'autoroute A46 est fractionnée en deux parties : la première s'étend de la bifurcation avec l'A6 près d'Anse jusqu'à la Rocade Est de Lyon, la seconde se poursuit après cette dernière jusqu'à Chasse-sur-Rhône. A Chasse-sur-Rhône, l'autoroute A47, bifurque des autoroutes A7 et A46 pour mener à Saint-Étienne et à la Haute-Loire. À l'ouest de Lyon, enfin, la plus récente autoroute A89 conduit à Clermont-Ferrand et Bordeaux.
Le projet d'autoroute A45, dédoublement (payant) de l'A47 saturée, a été abandonné.

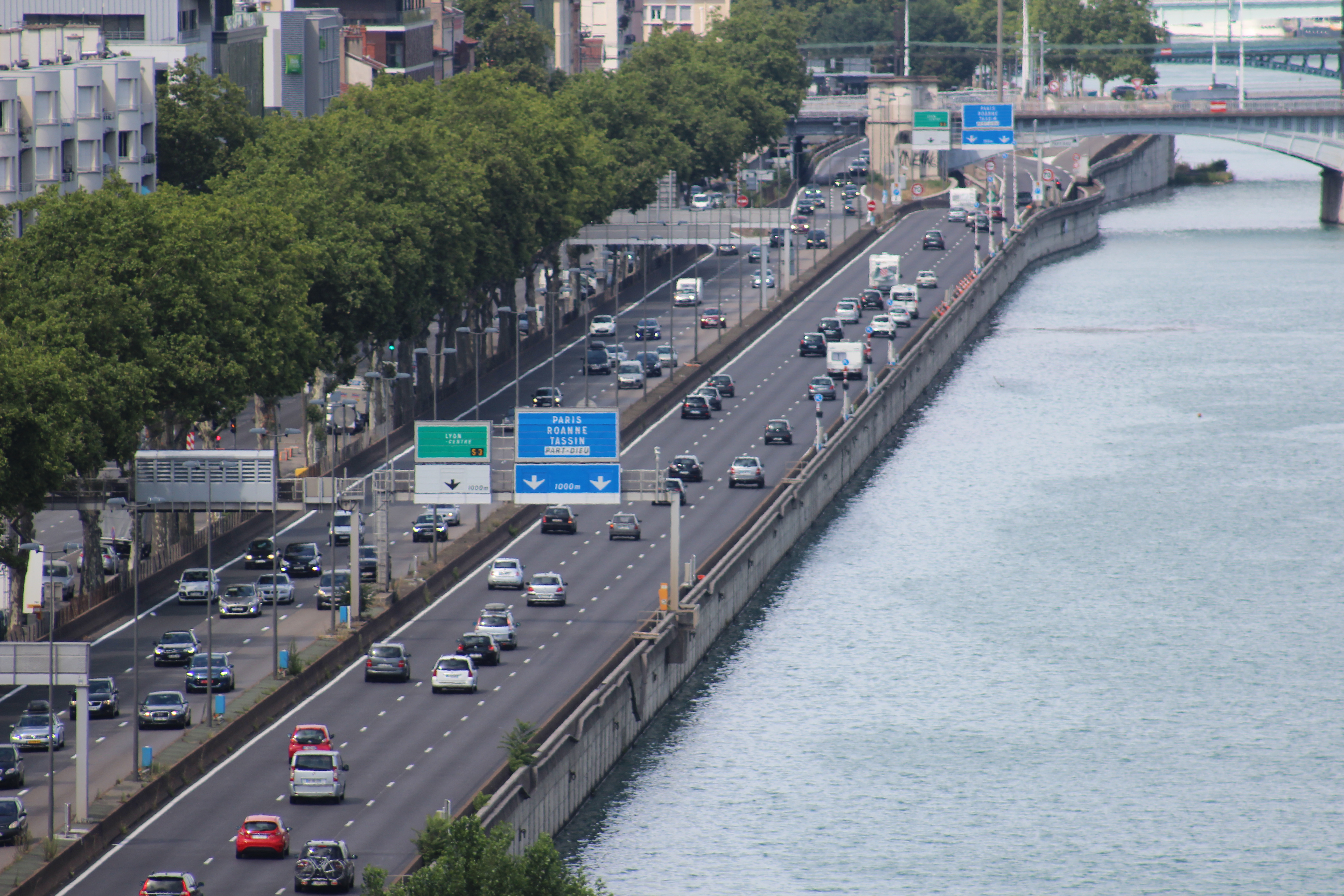
L'ancienne autoroute A7 à Lyon.

En définitive, un contournement de Lyon par l'est est possible à partir de trois axes majeurs :
- par le boulevard périphérique, de la manière la plus intérieure.
- par la route nationale 346 (Rocade Est) précédée et suivie de l'autoroute A46.
- par l'autoroute A432, de la manière la plus extérieure.

Le contournement par l'ouest, aujourd'hui impossible à cause de l'absence de grandes infrastructures routières, est l'un des grands débats dans le Grand Lyon. Le projet de Tronçon Ouest du Périphérique (TOP) et de Contournement Ouest de Lyon (COL) sont en pleine discussion.
Avant le développement du réseau autoroutier, Lyon était déjà une étoile de routes nationales, qui ont toutes été déclassées, en particulier en 2006. La route nationale 6 se dirigeait vers l'Italie par les Alpes (Col du Mont-Cenis) et vers Paris via la Bourgogne au Nord. La route nationale 7 menait en direction de la vallée du Rhône et de l'Italie par la  Côte d'Azur, et vers Paris via le Bourbonnais au Nord. La nationale 83 reliait Lyon à Bourg-en-Bresse, à la Franche-Comté et à Strasbourg, la nationale 84 à Genève, la nationale 85 à Grenoble, Sisteron et Nice, la nationale 86 à Nîmes et Beaucaire (rive droite du Rhône), la nationale 88 à Toulouse via Saint-Étienne, Le Puy-en-Velay, Mende, Rodez et Albi, et la nationale 89 à Clermont-Ferrand et Bordeaux.

## Transport ferroviaire
Lyon est un nœud ferroviaire majeur au niveau national. La ville est au centre d'une étoile située sur l'axe principal de l'ancien PLM à la croisée des axes reliant Paris à la Méditerranée et l'Italie d'une part et l'Allemagne à l'Espagne d'autre part.
De nombreuses antennes, vers Saint-Étienne, Vienne, Valence, Roanne, Bourg-en-Bresse, Chambéry, Grenoble, Annecy, Genève rayonnent autour de l'agglomération.

### Historique
C'est entre Lyon et Saint-Étienne qu'est ouverte en 1832 la première ligne de chemin de fer ouverte aux voyageurs en France. Lyon devient à partir des années 1850 l'un des principaux nœuds ferroviaires de la Compagnie des chemins de fer de Paris à Lyon et à la Méditerranée (PLM), qui la relie notamment à Dijon et Paris (1854), Avignon et Marseille (1856), Chambéry et Genève (1858), Grenoble (1862), Bourg-en-Bresse (1866) et Roanne et Clermont-Ferrand (1868). Malgré leur reprise par le PLM, la ligne de Lyon-Saint-Paul à Montbrison et la ligne de Lyon-Croix-Rousse à Trévoux conserveront leurs propres gares dans l'agglomération lyonnaise.
Devant l'augmentation du trafic, la plupart des lignes sont mises à double voie, et pour certaines à quatre voies au cours du XXe siècle. De nouvelles lignes sont créées pour décongestionner le nœud lyonnais, comme la ligne de Collonges - Fontaines à Lyon-Guillotière en 1890. Une grande partie du complexe ferroviaire est électrifiée dans les années 1950.
L'ouverture en 1981 de la ligne TGV vers Paris s'accompagne de l'ouverture deux ans plus tard de la gare de Lyon-Part-Dieu. Celle-ci supplantera bientôt la gare de Lyon-Perrache en tant que principale gare de l'agglomération.
Au début du XXIe siècle, plusieurs projets sont menés pour développer le transport ferroviaire périurbain dans l'agglomération : ouverture de la gare de Lyon-Jean-Macé en 2009 et tram-train de l'Ouest lyonnais en 2012.

Carte animée des infrastructures ferroviaires (y compris transports urbains) de l'agglomération lyonnaise de 1860 à 2020.

### Le train dans l'agglomération

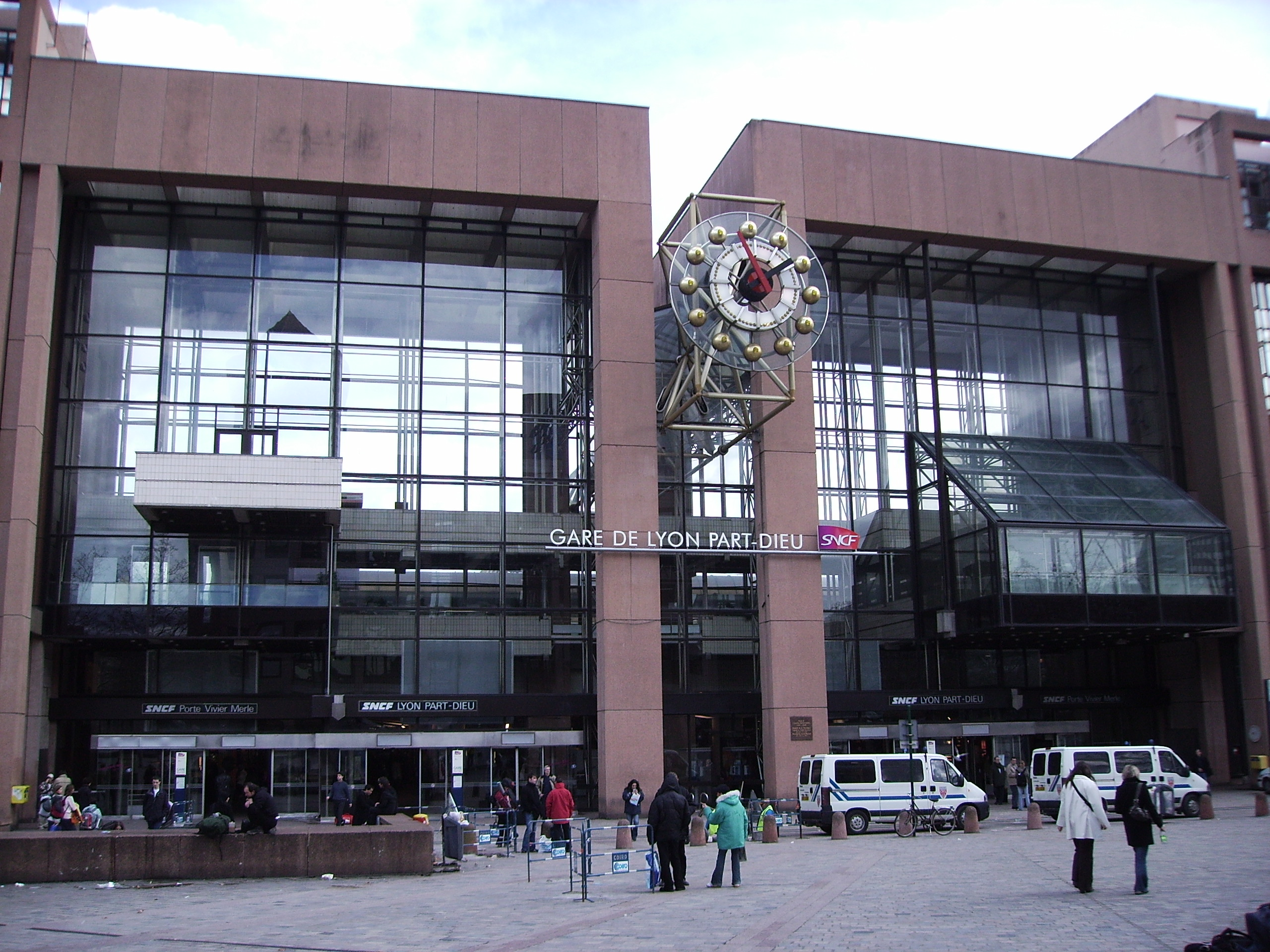
Gare de Lyon-Part-Dieu.

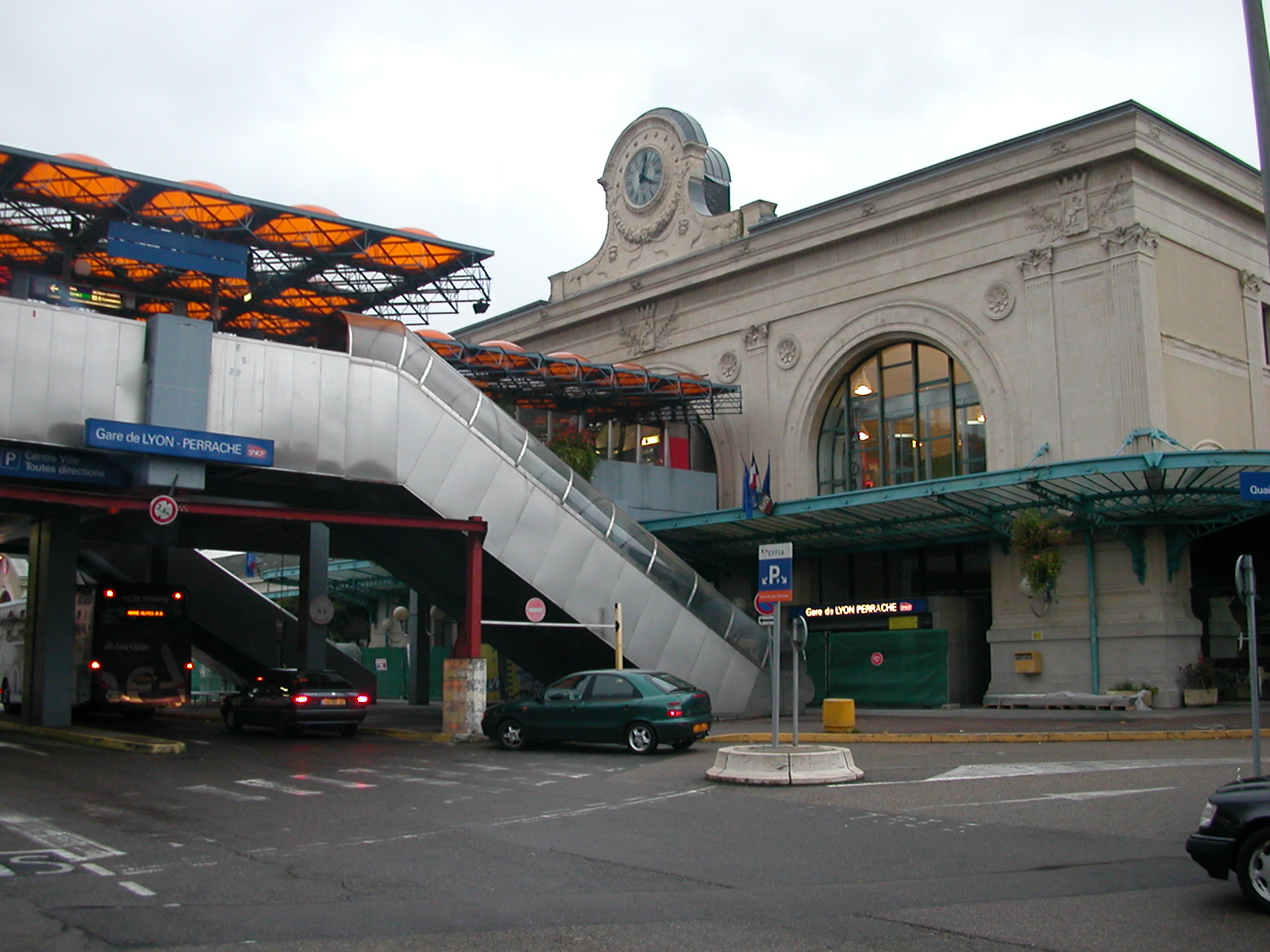
Gare de Lyon-Perrache.

Le réseau ferroviaire permet l'accès à certaines communes périphériques, proches ou un peu plus éloignées.
Les principales gares lyonnaises (intra-muros) sont :
- Lyon Part-Dieu : trafic national (TGV) et local (TER). L'une des plus importantes gares de correspondance d'Europe, et la première gare française hors Île-de-France avec une fréquentation annuelle de 32 588 000 voyageurs en 2019[3] ;
- Lyon Perrache : plus spécialisée dans le trafic TER, elle est aussi tête de ligne de certaines relations nationales (dont les TGV vers Paris) ; sa fréquentation atteint 7 434 000 voyageurs en 2019[3] ;
- Lyon Saint-Paul (gare terminus) et Gorge-de-Loup : sur le tram-train de l'Ouest Lyonnais ;
- Lyon Vaise sur la ligne commerciale Mâcon - Vienne ;
- Lyon Jean-Macé, gare ouverte fin 2009 et traversée par les lignes du sud-est (vers Bourgoin-Jallieu et Grenoble), du Nord (Villefranche-sur-Saône, Mâcon) et du Sud (Vienne, Valence, Avignon).

Certaines gares ne sont plus en activité :
- La gare du Bourbonnais (ou embarcadère du Bourbonnais) sur la ligne de Saint-Étienne à Lyon, située à Perrache, est désaffectée en 1856, après l'ouverture de la gare de Lyon-Perrache et le raccordement de la ligne de Saint-Étienne à celle de Paris ; le bâtiment d'origine est détruit dans les années 1950 pour permettre la construction du marché gare de Lyon.
- Les anciennes gares de Saint-Clair (située à Caluire-et-Cuire) et des Brotteaux ne sont plus en service depuis le début des années 1980, la dernière ayant été remplacée par la gare de la Part-Dieu.
- L'ancienne gare de l'Est était en tête du Chemin de fer de l'Est de Lyon, reconverti aujourd'hui en partie en lignes de tramway T3 et Rhônexpress.
- La gare de Lyon-Croix-Rousse et la gare de Cuire (située à Caluire-et-Cuire) étaient situées sur la ligne de Lyon-Croix-Rousse à Trévoux dont la plateforme est en partie réutilisée par la ligne C du métro de Lyon.
- La gare de Saint-Rambert-L'Île-Barbe est une ancienne gare de la ligne de Paris-Lyon à Marseille-Saint-Charles.

| \| Part-Dieu Perrache Jean-Macé Saint-Paul Gorge-de-Loup Alaï Vaise Bourbonnais Saint-Clair Brotteaux Est Croix-Rousse Saint-Rambert-Île-Barbe Port-Édouard-Herriot \| Les gares-voyageurs de Lyon ; en italique, les gares désaffectées. |
| Part-Dieu Perrache Jean-Macé Saint-Paul Gorge-de-Loup Alaï Vaise Bourbonnais Saint-Clair Brotteaux Est Croix-Rousse Saint-Rambert-Île-Barbe Port-Édouard-Herriot                                                                          |

Lignes ferroviaires dans la région lyonnaise

D'autres gares permettent de desservir des communes de la métropole ou de l'aire urbaine (en italique), sur les lignes :
- de l'Ouest Lyonnais : gares d'Écully-la-Demi-Lune, Tassin, Le Méridien, Charbonnières-les-Bains, Casino-Lacroix-Laval, La Tour-de-Salvagny, Lentilly - Charpenay, Lentilly, Fleurieux-sur-l'Arbresle, L'Arbresle, Sain-Bel, Alaï, Francheville, Chaponost, Brignais, Les Flachères, Dardilly-les-Moules, Dardilly-le-Jubin, Dommartin - Lissieu, Civrieux-d'Azergues, Lozanne ;
- ligne de Paris-Lyon à Marseille-Saint-Charles, au nord de Lyon : gares de Collonges-Fontaines, Couzon, Albigny - Neuville, Saint-Germain-au-Mont-d'Or, Quincieux, Anse, gare de Villefranche-sur-Saône ;
- ligne de Paris-Lyon à Marseille-Saint-Charles, au sud de Lyon : gares de Saint-Fons, Feyzin, Sérézin, Chasse-sur-Rhône, Estressin, Vienne ;
- ligne de Lyon-Saint-Clair à Bourg-en-Bresse : gares de Sathonay-Rillieux, Les Échets, Saint-André-de-Corcy, Saint-Marcel-en-Dombes, Villars-les-Dombes ;
- ligne de Lyon-Perrache à Genève (frontière) : gares de Crépieux-la-Pape, Miribel, Saint-Maurice-de-Beynost, Beynost, Montluel ;
- ligne de Lyon-Perrache à Marseille-Saint-Charles (via Grenoble) : gares de Vénissieux, Saint-Priest, Saint-Quentin-Fallavier, La Verpillière, l'Isle-d'Abeau, Bourgoin-Jallieu ;
- ligne de Moret - Veneux-les-Sablons à Lyon-Perrache : gares d'Oullins, Pierre-Bénite, Irigny-Yvours, Vernaison, Grigny-le-Sablon, Givors-Canal, Givors-Ville.

La plupart des gares de Lyon et de sa banlieue proche sont desservies par le métro de Lyon, dont l'une des fonctions est de lier ces gares entre elles.

### Le train dans la région
Si Lyon se connecte par les TER Auvergne-Rhône-Alpes à son agglomération, à une fréquence élevée, les trains régionaux desservent également des villes régionales plus éloignées, dont Vienne, Saint-Étienne, Valence, Grenoble, Chambéry, Genève, Bourg-en-Bresse, Mâcon et Roanne, et ce à horaires cadencés et à haute fréquence.

### Au-delà
Lyon a toujours été un centre ferroviaire important. Néanmoins, la mise en service du TGV en 1981 a progressivement changé les communications inter-régionales et nationales. Après le succès de la ligne nouvelle vers le Nord et la capitale, la ligne vers la Méditerranée contribue à la modernisation des transports. La LGV Rhône-Alpes assure un contournement ferroviaire à grande vitesse par l'est de Lyon.
La ville est reliée par le TGV à Paris, au Midi, au Nord et à l'Ouest. Le TGV dessert essentiellement la gare de la Part-Dieu. La gare de Lyon-Perrache est le terminus des TGV à destination de Paris, Rennes et Nantes. Depuis 1994, Lyon dispose de la gare de Lyon Saint-Exupéry sur la LGV Rhône-Alpes, dans le département du Rhône.
La mise en service, fin 2011, de la LGV Rhin-Rhône branche Est (Dole-Belfort) a permis de diminuer les temps de parcours vers Belfort, Mulhouse et Strasbourg.
La construction de la liaison ferroviaire transalpine Lyon-Turin est destinée à faciliter la traversée des Alpes.

## Transport aérien

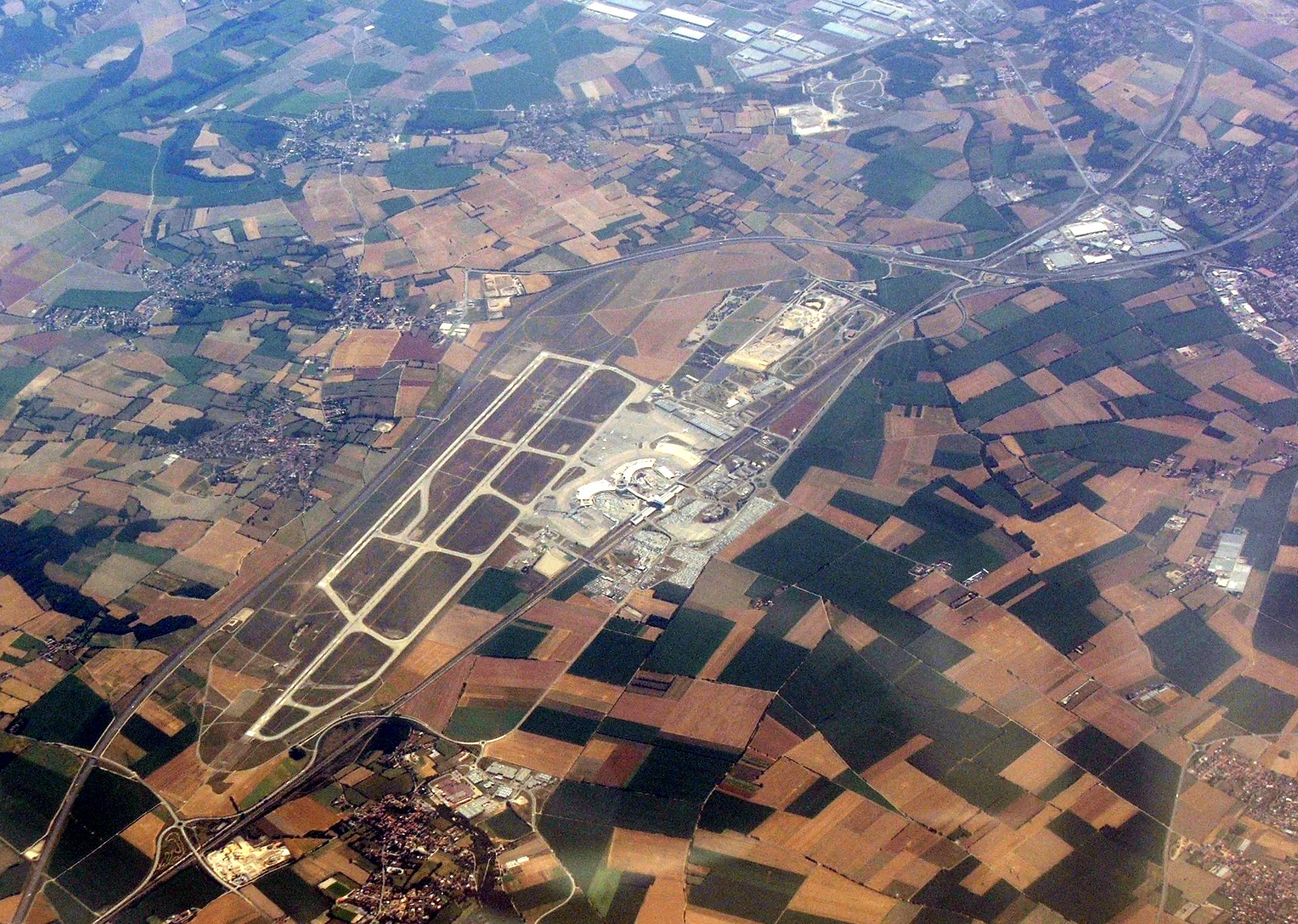
L'aéroport Saint-Exupéry vu depuis le ciel

L'aéroport international de Lyon, longtemps appelé Lyon-Satolas, porte depuis le 29 juin 2000 le nom de Lyon-Saint-Exupéry, à l'occasion du centenaire de la naissance d'Antoine de Saint-Exupéry. Bien que situé dans le département du Rhône, il est le principal aéroport desservant la métropole. Il connaît un important trafic de correspondances et dispose d'une gare TGV. L'aéroport est relié à la Part-Dieu depuis le 9 août 2010 grâce au tramway Rhônexpress.
Lyon dispose également de l'aéroport de Lyon-Bron, troisième aéroport d'affaires en France.
Ces deux aéroports sont gérés par la compagnie Aéroports de Lyon.
Le petit aérodrome de Lyon - Corbas est quant à lui destiné à l'aviation légère de tourisme et de loisirs.

## Transport fluvial
Encore une fois, Lyon dispose d'une situation de carrefour fluvial. En effet, c'est une des rares grandes villes construites autour de la confluence de deux grands cours d'eau (à Lyon, la Saône et le Rhône).
La Saône et le Rhône (au sud de la confluence) forment ensemble l'un des principaux axes du transport fluvial en France, canalisé à grand gabarit (classe V CEMT).
Le port fluvial de Lyon, dénommé Port Édouard Herriot, est situé dans le quartier de Gerland, c'est-à-dire en aval de la Confluence.

## Transports en commun

Plan des lignes fortes TCL.

SYTRAL Mobilités est l'autorité organisatrice de la mobilité de la métropole. Son ressort territorial couvre également les onze intercommunalités ayant leur siège dans le Rhône, ce qui inclut aussi quelques communes de l'Ain et de la Loire.
Le réseau TCL (Transports en commun lyonnais), qui dessert 66 communes de l'agglomération, est le deuxième réseau de transport public de France après celui de la RATP à Paris. Il est organisé par SYTRAL Mobilités et exploité par Keolis Lyon. Le réseau TCL comprend :
- 4 lignes de métro,
- 7 lignes de tramway (n'incluant pas la liaison Rhônexpress),
- 2 lignes de funiculaire,
- 1 ligne de navette fluviale,
- 9 lignes de trolleybus dont trois sont des bus à haut niveau de service,
- 123 lignes d'autobus,
- 131 lignes de bus scolaires,

Lyon est la seule agglomération française utilisant les trois modes lourds de transports (métro, tramway, trolleybus) simultanément.

### Historique
De premiers omnibus sont apparus à Lyon dès 1832.
L'ancien tramway de Lyon a circulé à partir de 1880 : d'abord hippomobile, il est converti à la traction électrique à partir des années 1890. Initialement partagé entre plusieurs compagnies possédant des normes techniques différentes, il est en grande partie unifié à la veille de la Première Guerre mondiale. Ce réseau comptera plusieurs dizaines de lignes à son apogée. De premières lignes sont remplacées par des autobus dans les années 1930, et le tramway disparaît des rues de la capitale des Gaules en 1957.
Lyon a par ailleurs connu jusqu'à cinq lignes de funiculaire, mode de transport dans lequel elle fut pionnière — le funiculaire de la rue Terme était en 1862 le premier funiculaire urbain du monde. Deux lignes sont restées en service jusqu'à nos jours.
Lyon devient en 1974 la deuxième ville française à s'équiper d'un métro, la première étant Paris en 1900. En 2001, le tramway fait son retour à Lyon.

### Métro

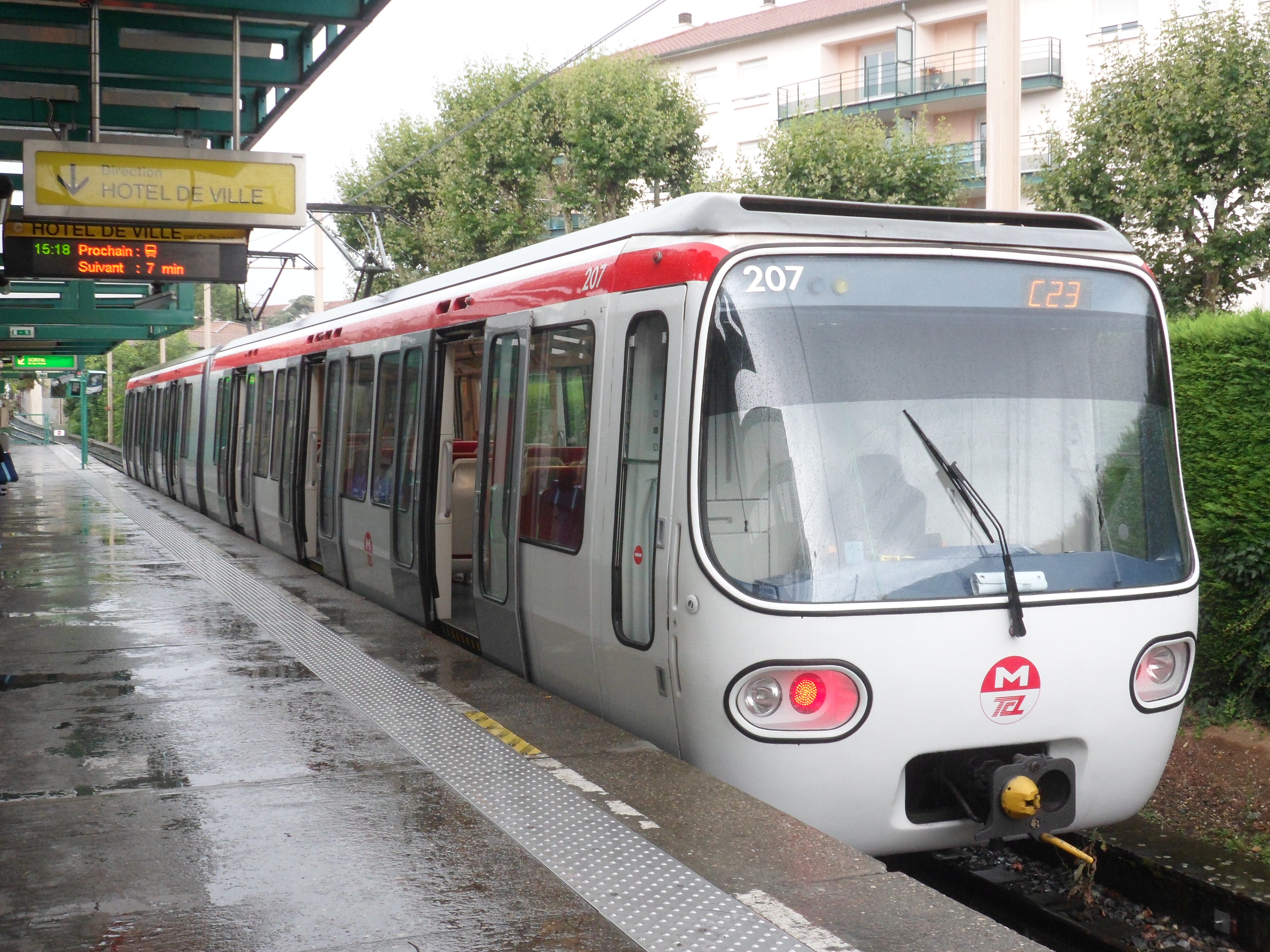
Rame de la ligne C du métro de Lyon à la station Cuire.

Le métro de Lyon a été inauguré en 1978, même si la ligne C est en service depuis 1974. Le réseau est composé de quatre lignes (A, B, C, D).
La ligne C est une ligne à crémaillère, ancien funiculaire, ce qui est une originalité mondiale. La ligne D est quant à elle le premier métro automatique à grand gabarit, mis en service en 1991.
Le réseau métro offre des connexions multiples avec les réseaux de bus, trolleybus, tramway et funiculaire.
Les gares ferroviaires lyonnaises en activité sont toutes desservies par le métro, à l'exception de la gare Saint-Paul (à 15 minutes à pied des stations Vieux Lyon et Hôtel de Ville). Deux gares situées en proche banlieue, les gares d'Oullins et de Vénissieux, le sont également.

### Tramway

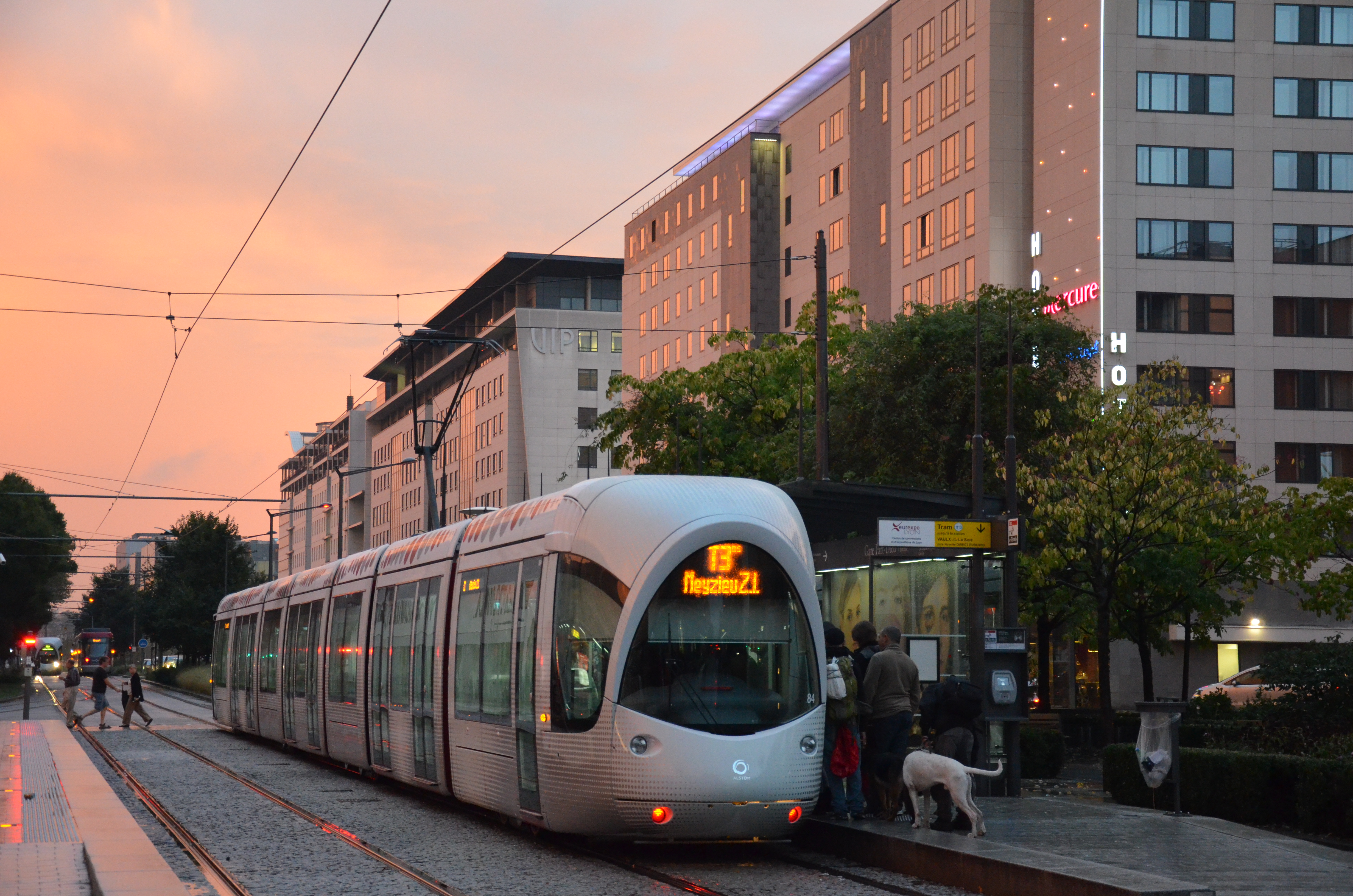
Rame de la ligne T3 du tramway de Lyon à la station Gare Part-Dieu - Villette.

Lyon a connu l'âge d'or du tramway, à la fin du XIXe siècle et au début du XXe siècle. C'est en 1956 que roule le dernier tramway urbain. Mais le 2 janvier 2001, un nouveau réseau tramway est inauguré.
Aujourd'hui, le réseau tramway de Lyon est composé de huit lignes (T1, T2, T3, T4, T5, T6, T7 et Rhônexpress). Il dessert en grande partie l'Est lyonnais (rive gauche du Rhône, Villeurbanne, Bron, Saint-Priest, Vénissieux, Décines-Charpieu, Meyzieu), ainsi que les quartiers de La Confluence, de Gerland, de La Part-Dieu et des Brotteaux .
La ligne T3 reprend l'emprise de l'ancien chemin de fer de l'Est de Lyon. Depuis le 9 août 2010, elle présente également l'originalité de partager son infrastructure avec la ligne Rhônexpress, indépendante des TCL, qui s'étend jusqu'à la gare de Lyon-Saint Exupéry TGV.
Mise en service le 17 novembre 2012, la ligne T5 relie Grange Blanche au centre de Bron et à Eurexpo, en reprenant sur une partie de son parcours les voies de la ligne T2.
Le 19 février 2014, la ligne T1 est prolongée jusqu'à Debourg en passant par le Musée des Confluences, le nouveau pont Raymond-Barre et la Halle Tony-Garnier
La construction du Parc Olympique lyonnais s'est accompagnée par la création d'une desserte en tramway, avec un débranchement ferroviaire créé sur la ligne T3 entre les stations Décines - Grand Large et Meyzieu Gare. À partir de l'ouverture du Parc Olympique lyonnais le 9 janvier 2016, une desserte événementielle en service lors de matchs ou d'événements est mise en place au départ de Part-Dieu Villette Sud, Vaulx-en-Velin - La Soie et Meyzieu - Les Panettes.
Depuis le 1er février 2021, le Parc Olympique lyonnais est desservi quotidiennement par la ligne T7 jusqu'à Vaulx-en-Velin - La Soie. En cas d'un match ou évènement au Parc Olympique lyonnais, la desserte évènementielle reprend et la ligne T7 est interrompue pendant ce temps.
Mise en service le 22 novembre 2019, la ligne T6 est une ligne en rocade autour du centre de Lyon reliant Debourg à Hôpitaux Est - Pinel en passant par le quartier des États-Unis et Mermoz-Pinel, tout en étant connectée à deux lignes de métro (B et D) et quatre lignes de tramway (T1, T2, T4, T5).

### Funiculaire
Lyon compte deux lignes de funiculaire urbain au départ de la station Vieux Lyon - Cathédrale Saint-Jean, en correspondance avec la ligne D du métro.

### Navette fluviale
Depuis le 18 juin 2025, Lyon est desservie par une navette fluviale régulière reliant Vaise - Industrie à Confluence, intégrée à l'offre TCL et en remplacement du Vaporetto. Cette ligne est en correspondance avec les lignes de bus majeures      le long du parcours, et les lignes de tramway    à la darse nautique de Confluence.

### Trolleybus
Lyon dispose d'un parc de trolleybus modernes, intégrés pour la plupart au réseau de bus à haut niveau de service :         ,  .

### Projets
Plusieurs extensions du réseau sont en cours de réalisation :
- Création d'une navette fluviale sur la Saône desservant Vaise Industrie, Quai Saint-Vincent, Terrasses de la Presqu'île - Quai Saint-Antoine et Confluence pour juin 2025.
- Prolongement du tramway T6 de Hôpitaux Est - Pinel à La Doua - Gaston Berger pour 2026.
- Création du tramway T9 entre Vaulx-en-Velin - La Soie et Charpennes - Charles Hernu pour 2026 ;
- Création du tramway T10 entre Halle Tony Garnier et Gare de Vénissieux pour 2026.
- Création d'une ligne de bus à haut de niveau de service entre la Part-Dieu et Sept Chemins (Bron/Décines-Charpieu/Vaulx-en-Velin), exploitée avec des trolleybus articulés pour 2026.

Deux extensions majeures du réseau de tramway sont en projet :
- Création du tramway T8 entre Vaulx-en-Velin - La Soie et Gare de Vénissieux pour 2030 ;
- Tramway express de l'ouest lyonnais : Prolongement du tramway T2 entre Hôtel de Région - Montrochet et Alaï pour 2032, comprenant une portion en tunnel et deux stations souterraines.

Par ailleurs, en 2016 une expérimentation de transport par minibus électrique entièrement autonome (sans chauffeur) est menée dans le quartier de la Confluence. Il s'agit d'une première mondiale. Le matériel roulant utilisé est conçu par la société Navya basée à Villeurbanne.

## Modes actifs

### Vélo
Le système de vélos en libre-service Vélo'v propose à toute heure 5000 vélos à travers plus de 400 stations réparties dans 24 communes de la métropole de Lyon, dont 270 stations dans la seule ville de Lyon. Depuis son lancement en 2005, Vélo'v est exploité par JCDecaux pour la métropole de Lyon. Sur l'année 2022, Vélo'v a compté près de 84 000 abonnés et plus de 10,5 millions de locations de vélos.
Depuis 2022, la métropole de Lyon met en service progressivement les Voies Lyonnaises, un réseau express vélo de 13 lignes traversant la métropole.

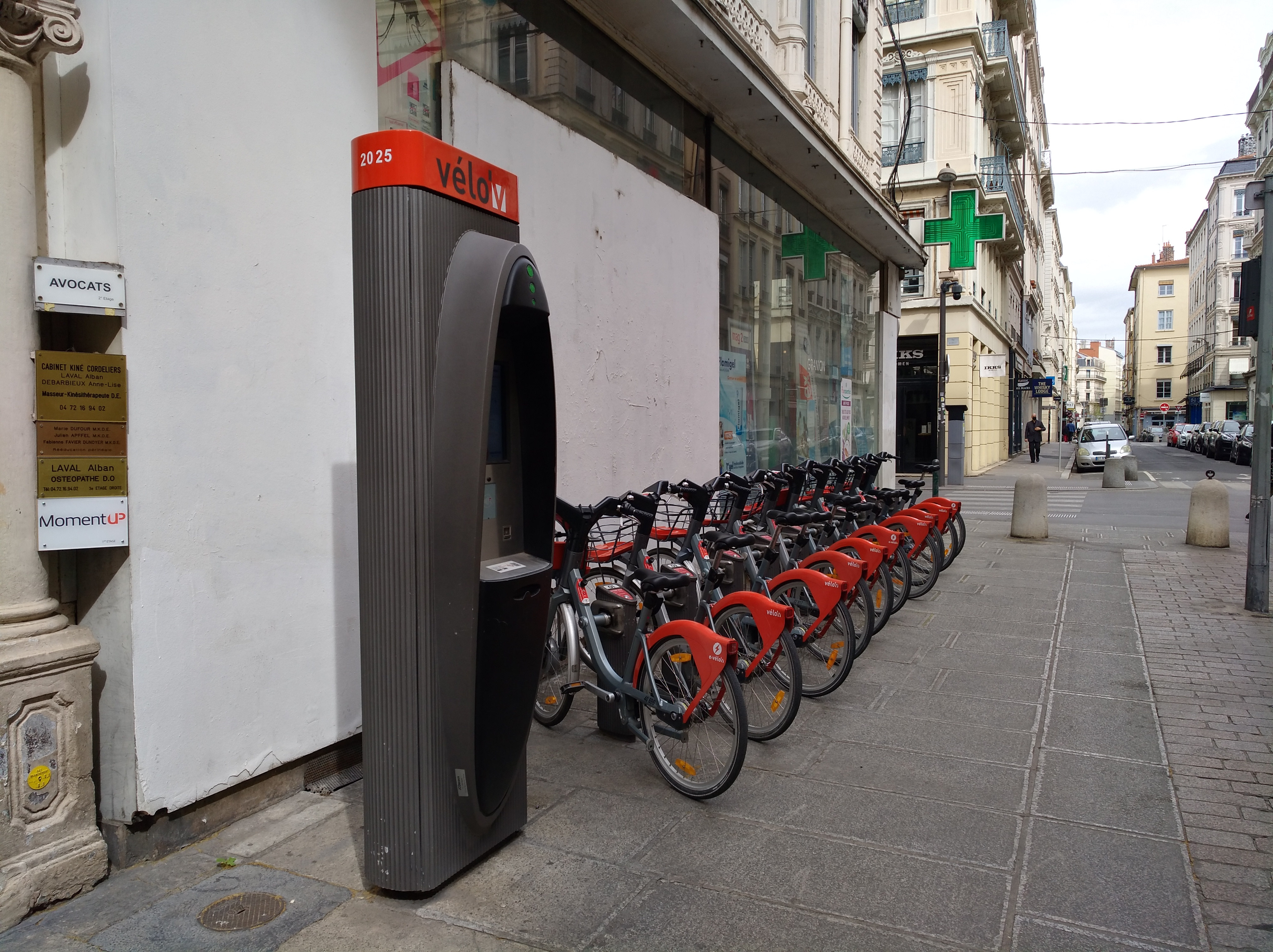
Une station Vélo'v sur la rue Ferrandière (Lyon 2e).
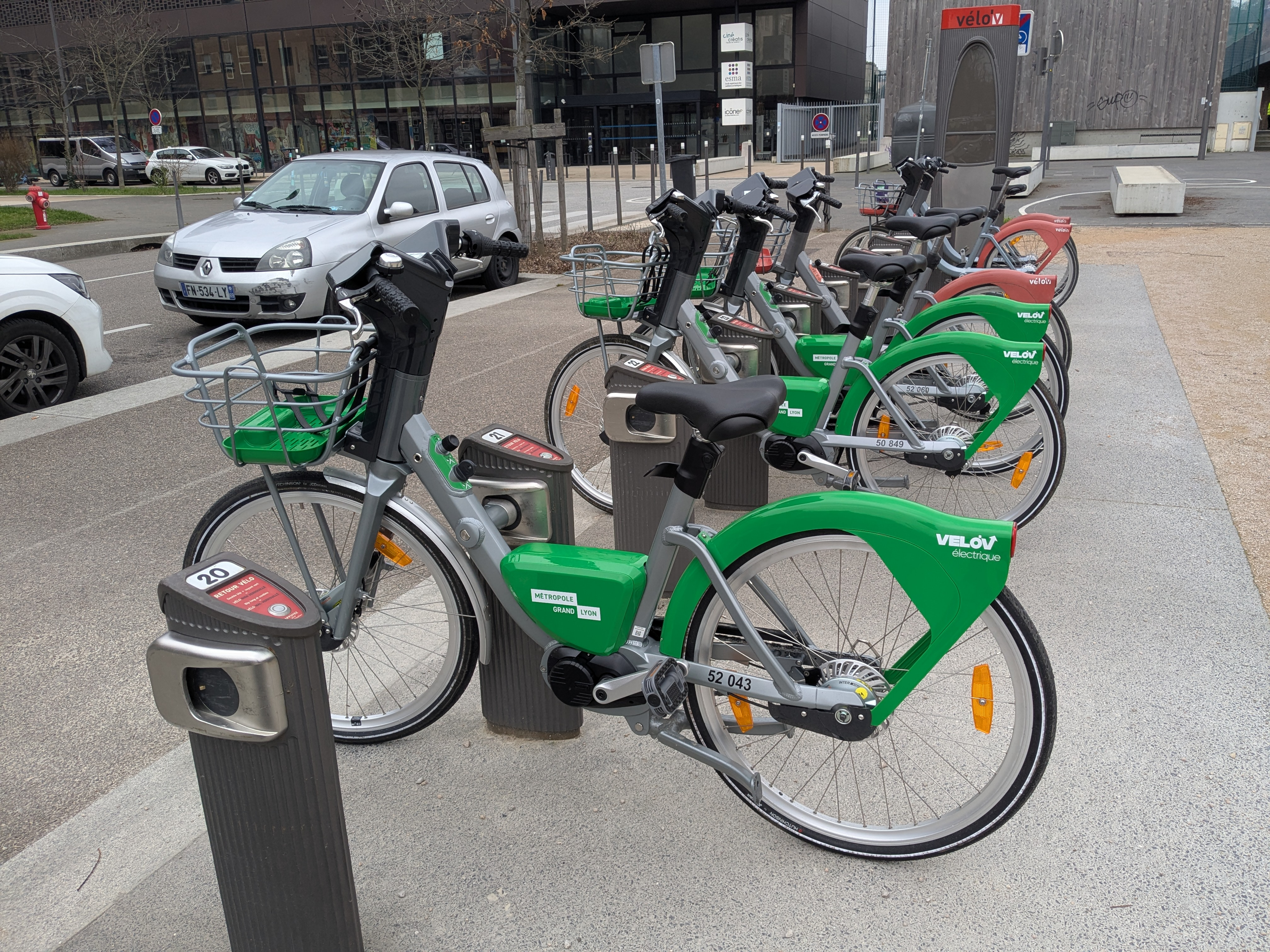
Les Vélo'v électriques mis en service en janvier 2025.
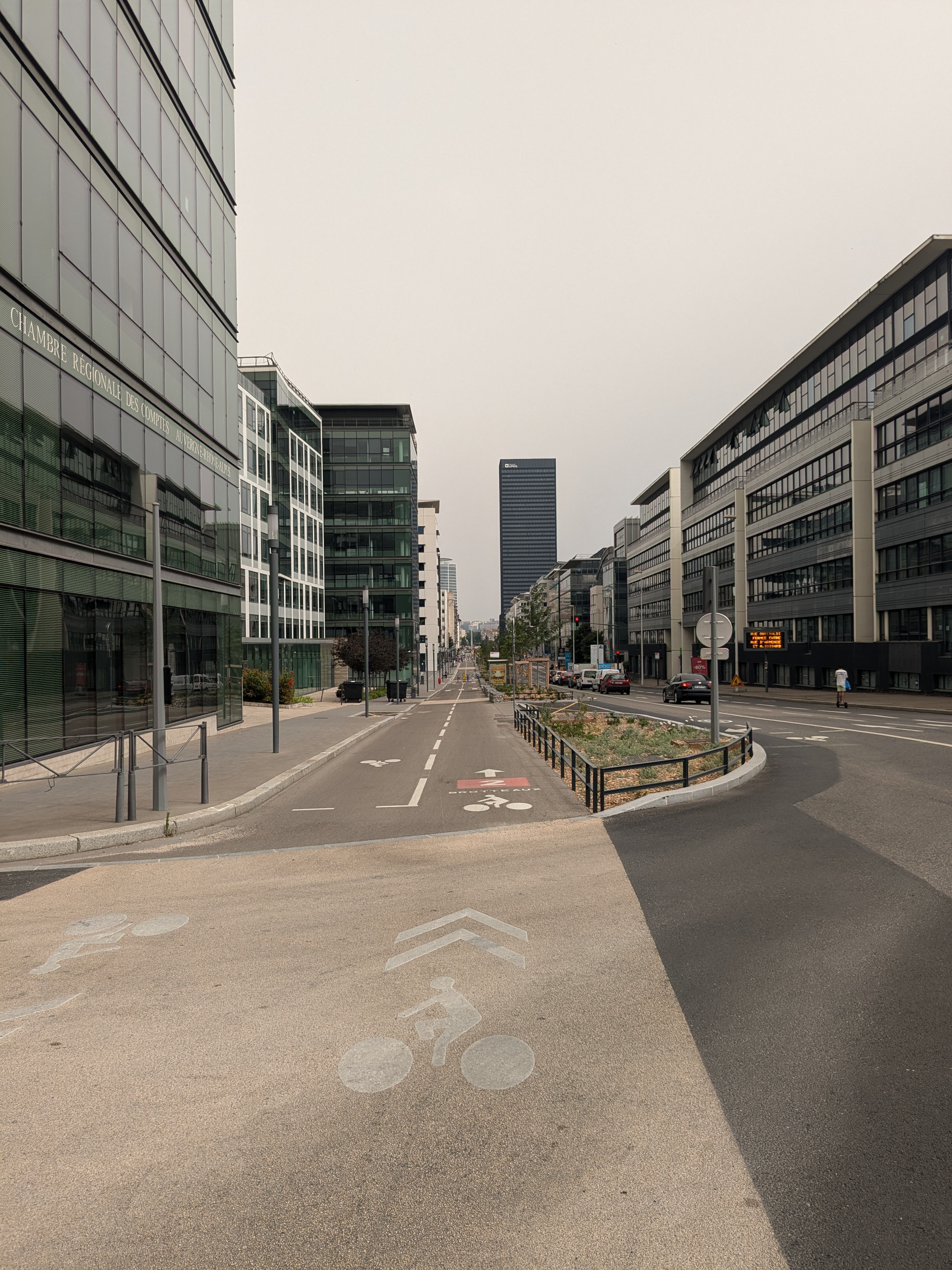
La Voie Lyonnaise 2 sur le boulevard Vivier-Merle (Lyon 3e).
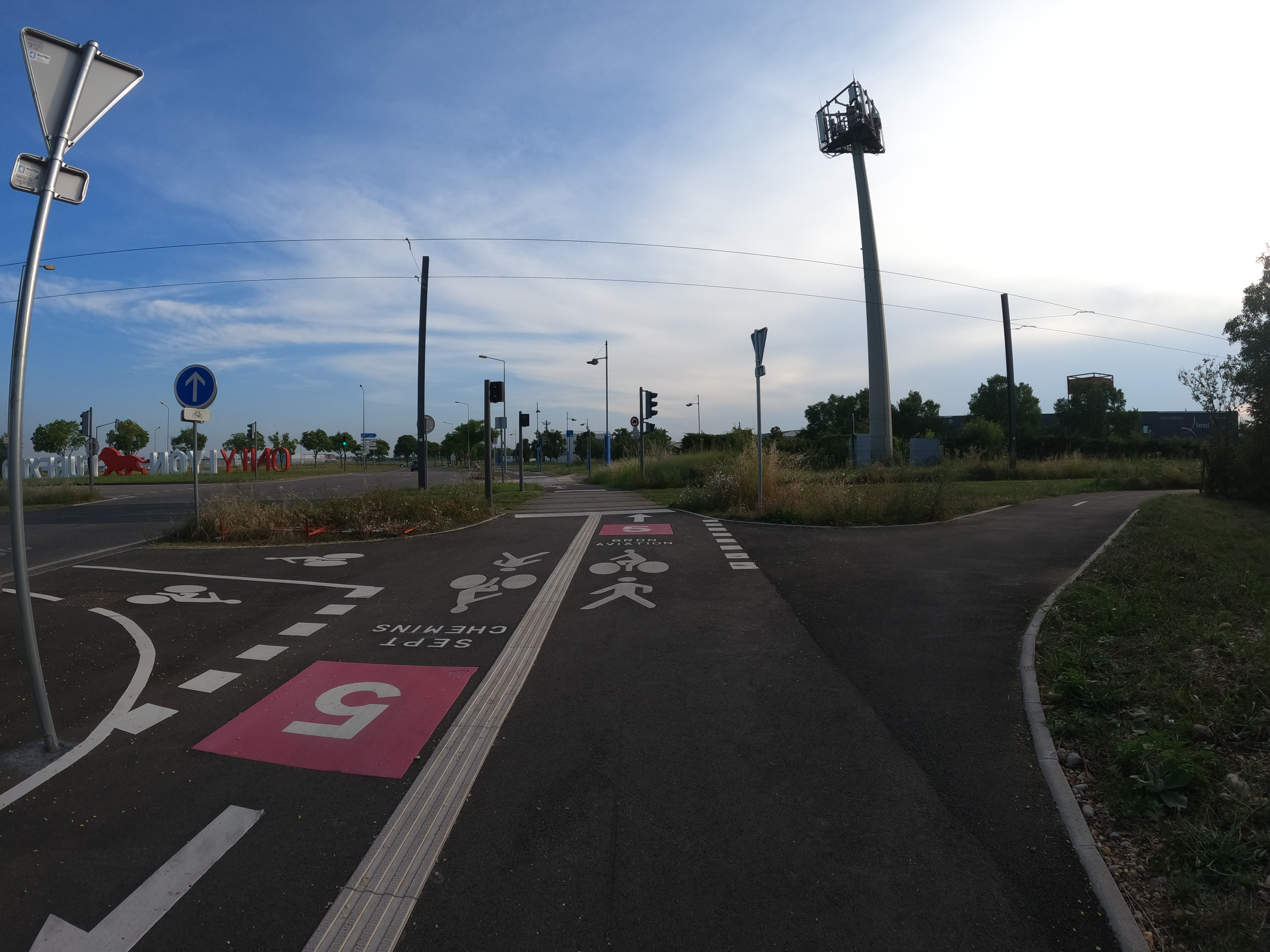
La Voie Lyonnaise 5 sur le boulevard Charles de Gaulle (Chassieu).